# 扁瓣大角鮟鱇
扁瓣大角鮟鱇為輻鰭魚綱鮟鱇目棘茄魚亞目巨棘角鮟鱇科的其中一種，發現於太平洋的日本、夏威夷群島、印尼、智利及大西洋海域，屬深海魚類，棲息深度670-2000公尺，雌魚體長可達22.3公分。

## 擴展閱讀
維基物種上的相關：扁瓣大角鮟鱇